# 納德里奇內 (別列扎內市鎮)
49°32′8″N 24°57′23″E / 49.53556°N 24.95639°E
納德里奇內（烏克蘭語：Надрічне）是位於烏克蘭西南部的村莊，由特諾皮爾州特諾皮爾區的貝雷扎尼市鎮負責管轄。該村處於東佐洛塔利帕河畔，分別距離烏爾曼0.5公里和希諾維奇1公里，始建於1420年，面積1.3平方公里，2014年人口730。